# Granängsringen

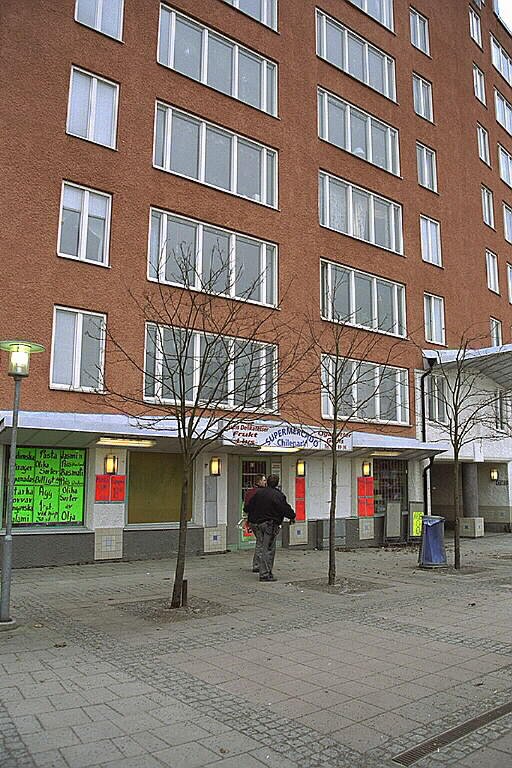
Torget i Granängsringen.

Granängsringen är ett bostadsområde i Bollmora, Tyresö kommun. Bollmora ingår i tätorten Stockholm. Granängsringen är en typisk representant för miljonprogrammets bostadsplanering.
Området som består av höghus, är byggt 1968–1969 och rymmer 932 lägenheter.
Granängsringen bedöms som en otrygg plats i Tyresö. Polisen har satsat extra mycket på just detta område eftersom det sticker ut i antal anmälningar. Här har Polisen satt upp en mobil polisstation vid flera tillfällen under 2017.

## Kommunikationer
Bussar som trafikerar Granängsringen är:
- 802 Tyresö C – Gullmarsplan
- 824 Tyresö strand – Handenterminalen
- 812C Tyresö C – Stockholms C
- 491 Stockholm C – Nyfors

Källa: SL Reseinfo.